# Yamabiko
Le Yamabiko (やまびこ) est le nom d'un service de train à grande vitesse japonais du réseau Shinkansen développé par la JR East sur la ligne Shinkansen Tōhoku. Son nom signifie écho en japonais.

## Gares desservies
Ce service, mis en place pour l'ouverture de la ligne Shinkansen Tōhoku le 23 juin 1982, relie Tokyo, Sendai et Morioka.
| Nom des gares   |
| --------------- |
| Tokyo           |
| Ueno*           |
| Ōmiya           |
| Oyama*          |
| Utsunomiya*     |
| Nasushiobara*   |
| Shin-Shirakawa* |
| Kōriyama*       |
| Fukushima       |
| Shiroishi-Zaō*  |
| Sendai          |
| Furukawa        |
| Kurikoma-Kōgen  |
| Ichinoseki      |
| Mizusawa-Esashi |
| Kitakami        |
| Shin-Hanamaki   |
| Morioka         |

Les gares marquées d'un astérisque ne sont pas desservies par tous les trains. 

## Matériel roulant
Les services Yamabiko sont effectués par les Shinkansen E2, Shinkansen E3, Shinkansen E5 et H5 et Shinkansen E6.

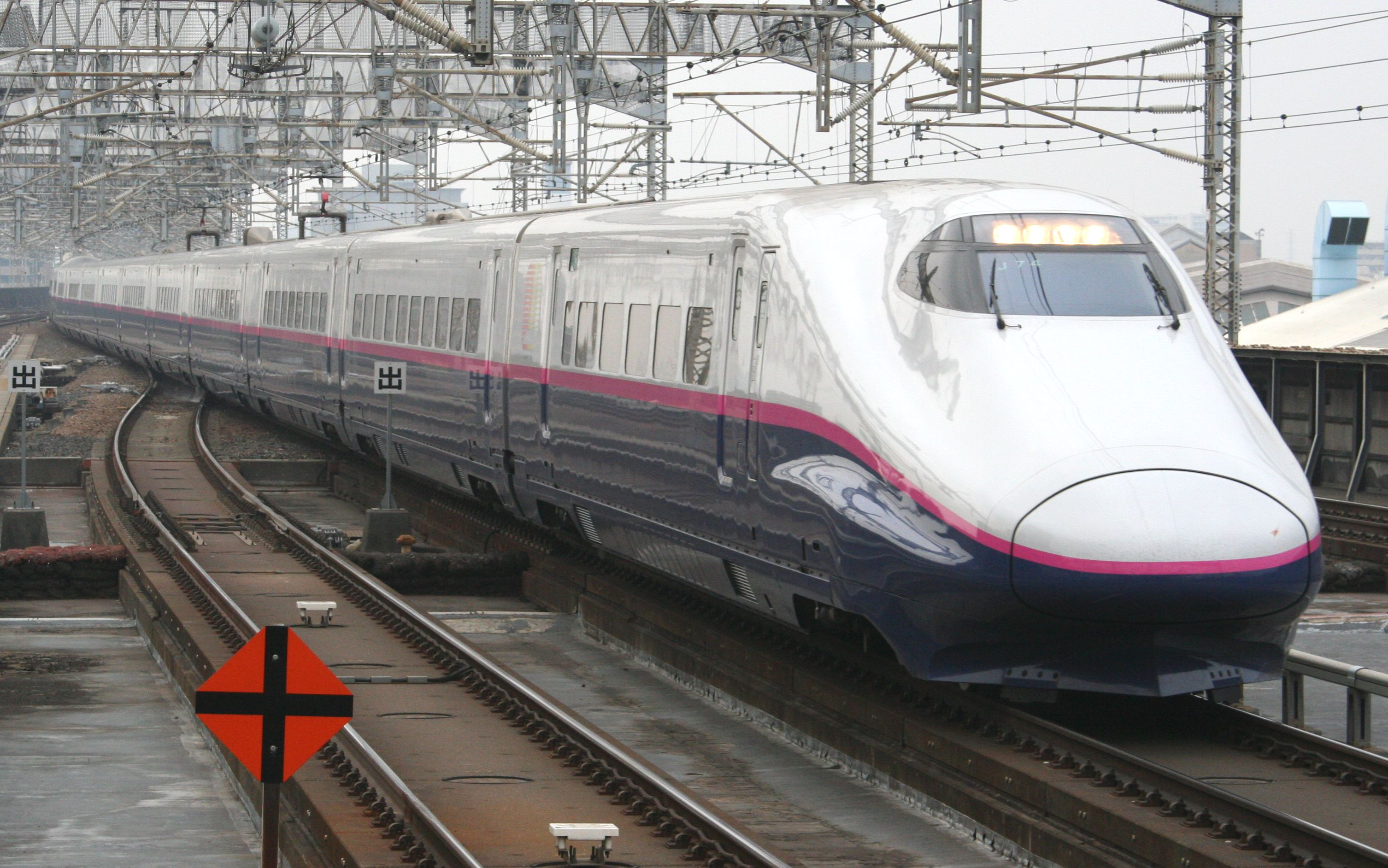
Shinkansen série E2
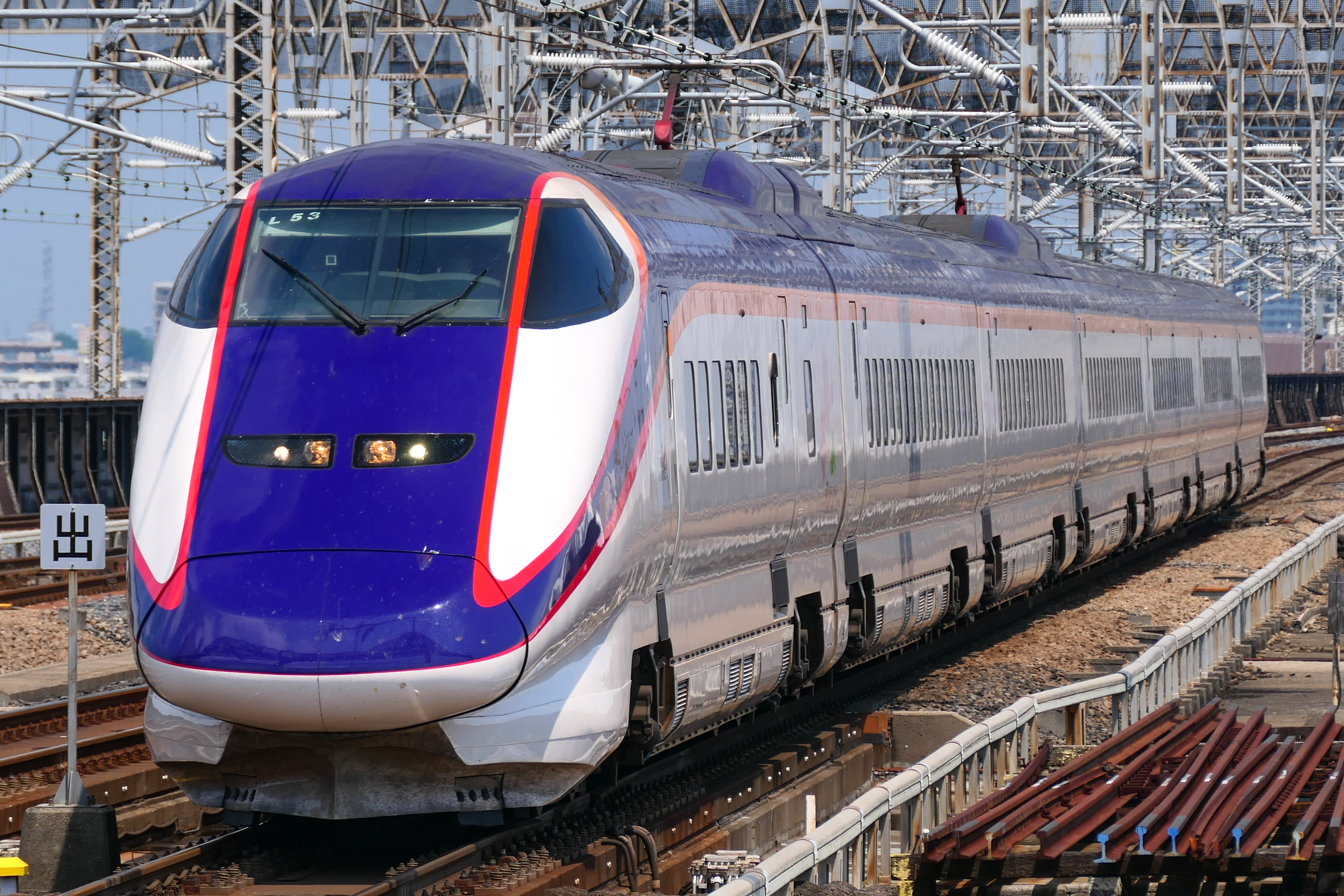
Shinkansen série E3
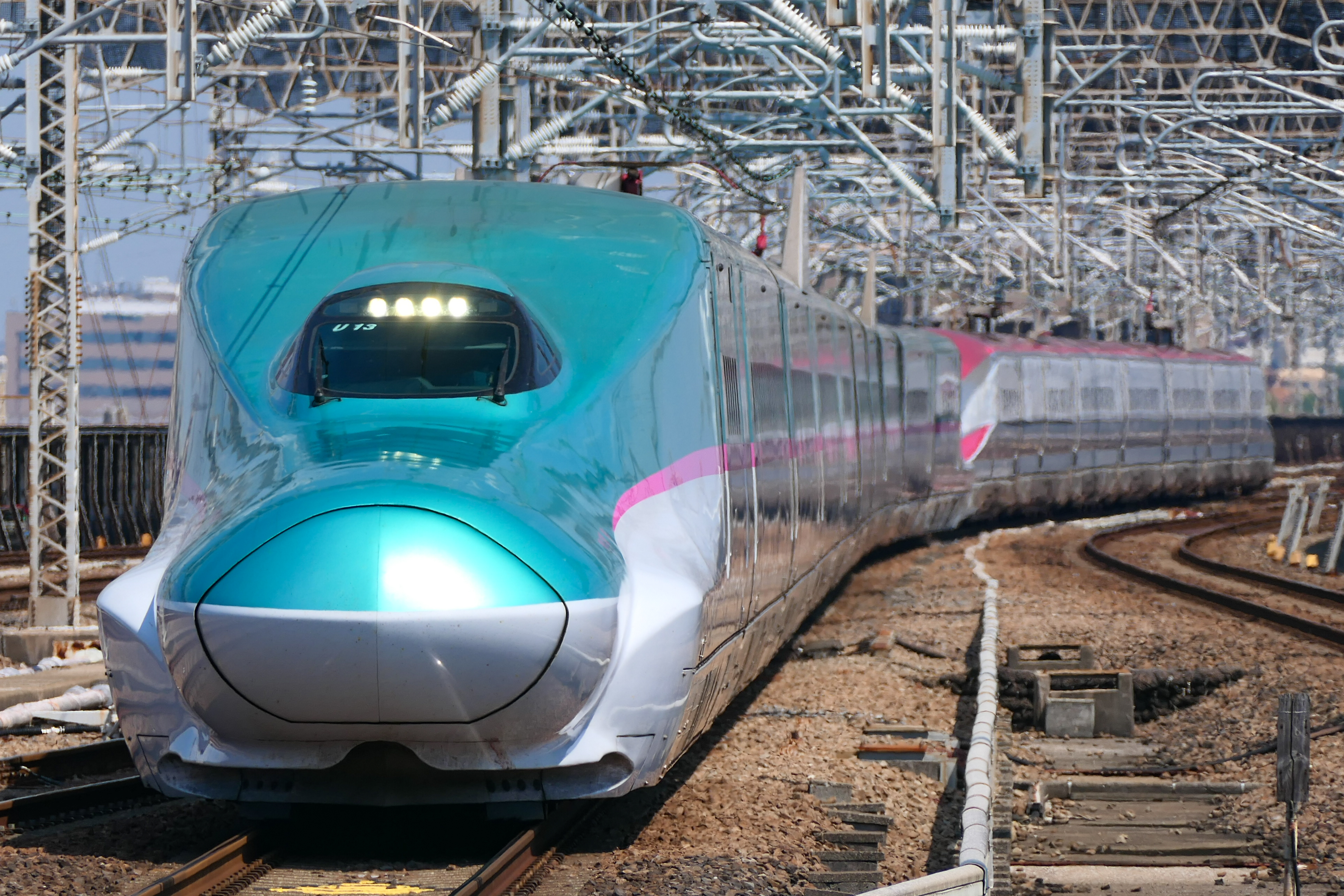
Shinkansen série E5
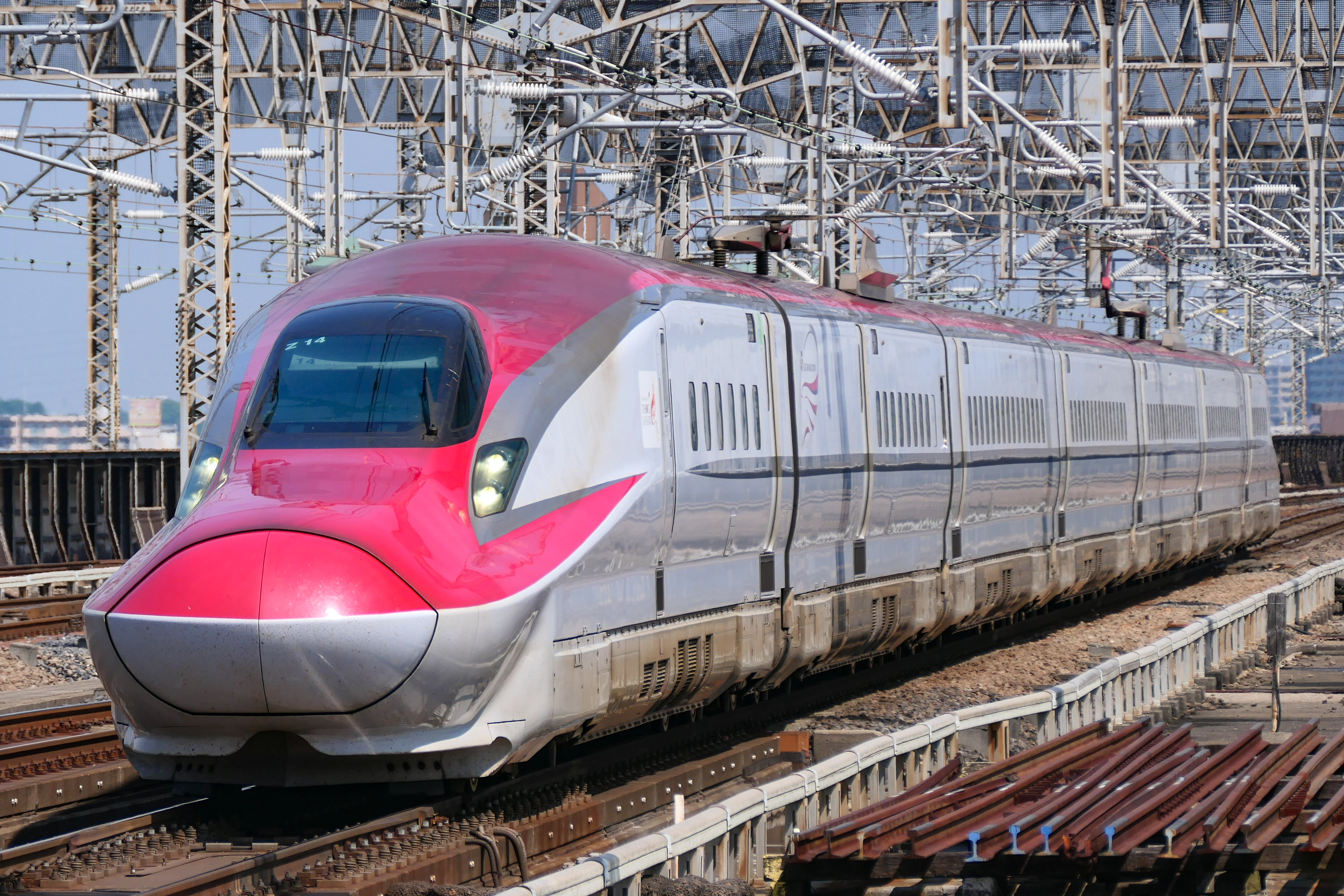
Shinkansen série E6